# Ga Phetchaburi MRT
Ga Phetchaburi MRT (tiếng Thái: สถานีเพชรบุรี, phát âm [sā.tʰǎː.nīː pʰét.t͡ɕʰā.bū.rīː]; code BL21) là một ga Bangkok MRT thuộc Tuyến Xanh Dương. Nó nằm tại nút giao Asok và Đường Phetchaburi mới. Nó có thể chuyển tuyến tại Ga Makkasan thuộc Tuyến đường sắt sân bay, và SRT Tuyến Đông tại Asok Halt, khu vực tầng trệt.

## Chi tiết ga
Nhà ga sử dụng biểu tượng con sóng liên quan đến Khlong Saen Saeb. Nó là nhà ga dưới lòng đất, rộng 23m và dài 200m, với độ sâu 20m.

## Kết nối với ARL
Ga Phetchaburi kết nối với Ga Makkasan bởi lối đi bộ trên cao. Hệ thống bán vé giữa hai tuyến không được tích hợp với nhau..

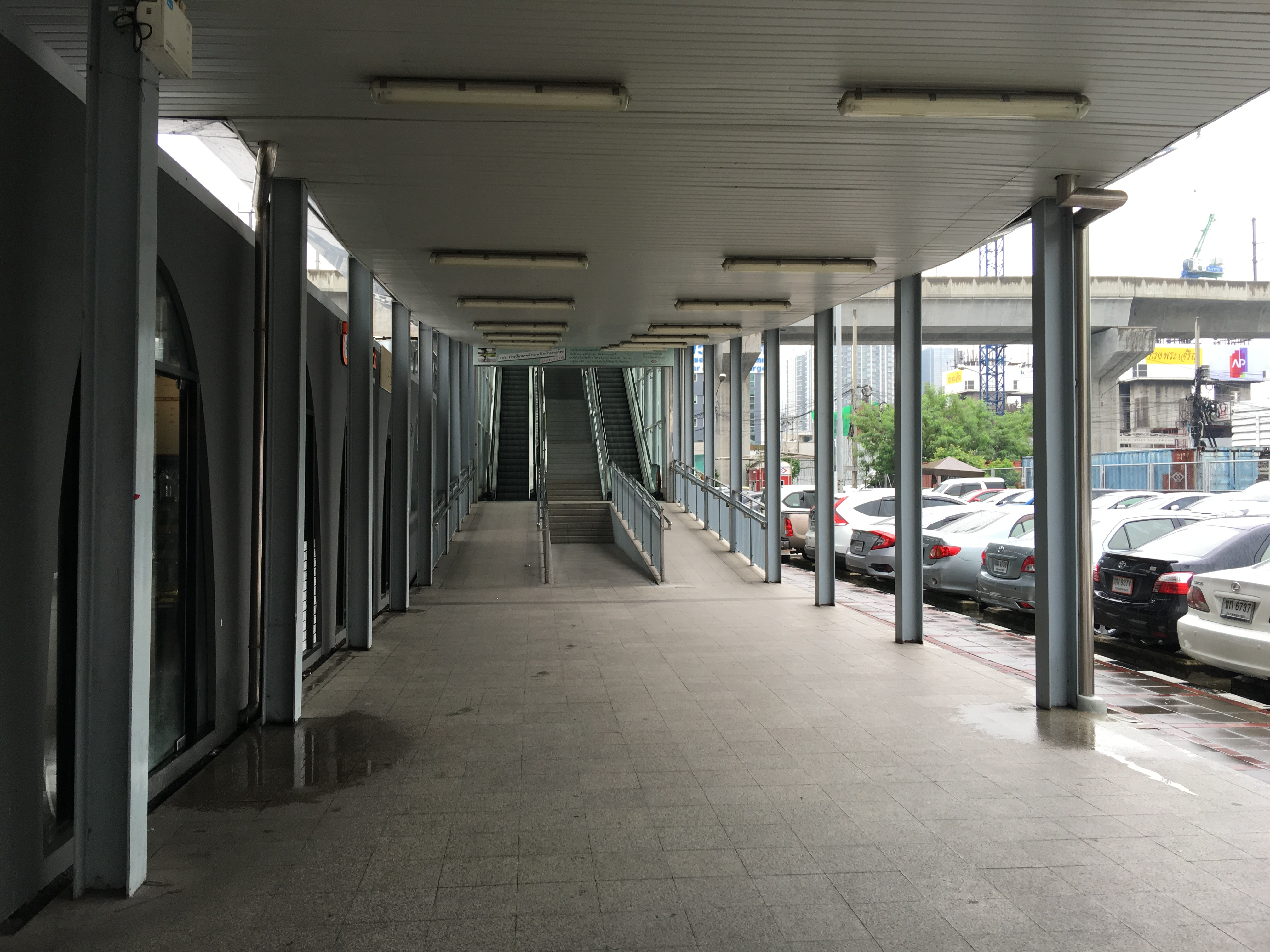
Lối đi nối giữa ga MRT và SARL.